# 효혜공주
효혜공주(孝惠公主, 1511년 6월 23일(음력 5월 18일) ~ 1531년 5월 16일(음력 4월 20일))는 조선의 공주이다. 중종의 적장녀이며 장경왕후 소생이다. 인종의 친누나이다.

## 생애
이름은 옥하(玉荷)이며 1511년(중종 6년) 5월 18일, 중종(中宗)과 장경왕후(章敬王后) 윤씨의 장녀로 태어났다.
1515년(중종 10년) 어머니 장경왕후를 여의었다. 어머니를 잃은 후 성종의 후궁인 귀인 남씨와, 월산대군의 며느리이자 장경왕후의 언니인 파평현부인 윤씨에 의해 양육되었다.
1520년(중종 15년) 12월 14일, 김안로의 아들 연성위(延城尉) 김희(金禧)와의 혼인이 결정되었으며 다음해인 1521년(중종 16년) 11월 길례를 올렸다. 중종은 성종이 혜숙옹주를 시집보낼 때 혜숙옹주의 시아버지 신종호를 불러 옹주를 부탁한 것처럼, 공주의 시아버지가 될 김안로를 불러 공주를 잘 대해줄 것을 분부하였다.
 
전교하였다.
“성종조(成宗朝)에 고원위(高原尉, 신항)가 부마(駙馬)가 될 적에 신종호(申從濩)를 불러 분부하기를

'공주(혜숙옹주)가 떠받드는 속에서만 생장하여 분명 시부모를 존대하여 받드는 도리를 모를 것이다.
'엄격하고 사납게 대하지 말고 순순하게 교훈하여 순조롭게 되도록 하라.’ 

했었으니, 이번에도 또한 김안로(金安老)를 불러 이런 뜻으로 말해줌이 가하다.”

【안로의 아들이 장차 효혜공주에게 장가들게 되어 있었다.】
 — 《중종실록》 43권,
중종 16년(1521년 명 정덕(正德) 16년) 11월 11일 (기미)
1528년(중종 23년), 효혜공주는 이질을 앓았는데 중종이 이를 걱정해 대간의 반대를 부릅쓰고 문병하였다.
1531년(중종 26년) 4월 20일, 딸 선옥(善玉)을 출산한 후 산후병으로 사망하였다.
효혜공주의 졸기

효혜공주가 졸(卒)하였다. 3일간 조시(朝市)를 정지하였다.
사신은 논한다.
공주는 바로 장경왕후(章敬王后)의 소출로, 연성위(延城尉) 김희(金禧)에게 하가하였다.
김희는 안로(安老)의 아들이다.
안로는 늘 공주를 기화(奇貨, 이익을 얻기 위한 좋은 기회나 도구)로 여겨 왔었는데
이때에 이르러 기대가 무너졌다.
그해 윤6월 15일, 고양에 있는 월산대군묘의 좌측 언덕에 예장되었다.
효혜공주는의 딸 선옥(善玉)은 문정왕후의 동생인 윤원로의 아들 윤백원(尹百源)에게 출가하였다. 윤백원은 명종대에 이량 일파에 가담하여 사림을 제거하려다가 유배되었으나 효혜공주의 하나뿐인 사위라는 이유로 문정왕후가 언서를 내려 가까운 곳으로 옮기게 했다.

## 가족 관계
| - 조부 : 성종(成宗, 1457 ~ 1494) - 조모 : 정현왕후(貞顯王后, 1462 ~ 1530) - 부왕 : 중종(中宗, 1488 ~ 1544) - 외조부 : 파원부원군(坡原府院君) 윤여필(尹汝弼, 1466 ~ 1555) - 외조모 : 순천부부인(順天府夫人) 순천 박씨(順天 朴氏, ? ~ 1498) - 박중선의 딸 - 모친 : 장경왕후(章敬王后, 1491 ~ 1515) - 남동생 : 인종(仁宗, 1515 ~ 1545) | - 시부 : 김안로(金安老, 1481 ~ 1537) - 시모 : 채수(蔡壽)의 딸 인천 채씨(仁川 蔡氏) - 남편 : 연성위(延城尉) 김희(金禧, ? ~ 1531) - 딸 : 김선옥(金善玉, 1531 ~ ?) - 사위 : 윤백원(尹百源, 1528 ~ 1589) - 외손녀 : 윤개미치(尹介未致, 1555 ~ 1589) - 외손서 : 함평 이씨 이홍원(李弘元, 1554 ~ 1586) |

## 참고 자료
- 효혜공주 - 한국학중앙연구원
- 지두환, 《중종대왕과 친인척》 역사문화, 2011, ISBN 89-88096-11-8